# Knut Jonsson (Aspenäsätten)
Knut Jonsson, död mellan 1345 och 1347, var riddare, ett svenskt riksråd och drots till de svenska kungarna Birger Magnusson och Magnus Eriksson, samt lagman i Östergötland 1310–47. Han var son till Johan Filipsson (Aspenäsätten), bosatt på Aspenäs. Han kallas ibland i litteratur från på 1700- och 1800-talet för "Knut Jonsson Blå", på grund av ett antaget men ej bevisat släktskap med den mytiske Joar Blå och den av historiker konstruerade men inte i källor belagda Blåätten.
Vapen: Knut Jonsson förde en gyllene lejonörn med en heraldisk lilja som stjärtprydnad på en blå sköld.

## Biografi
Knut Jonsson skilde sig från samtidens stormän, i det att han behöll samma sigill till sin död 1346.  
Knut Jonsson omnämns första gången 1292. Han var ännu ej riddare 1298, men 1305 betecknas han som riddare och riksråd. 
År 1310 betecknas han som lagman i Östergötland. År 1311 var han Birger Magnussons drots, en position han ännu hade 1314. Detta år, eller det påföljande, blev han dock tvungen att avträda drotsvärdigheten till Johan von Brunkow. Både 1315 och 1316 nämns han återigen som lagman i Östergötland, liksom 1330–1345. Undertecknade Frihetsbrevet år 1319 .
Efter Nyköpings gästabud deltog han i upproret 1318 mot kung Birger Magnusson. Han blir förmyndare och regent åt Magnus Eriksson fram till 1332, då han igen blir drots (åt Magnus Eriksson), en position han förlorar 1333 eller 1334.
Sista gången han uppträder i livet är den 25 september 1345, då han och hans hustru förnyar sitt testamente. 18 mars 1347 var han död. Han begravdes i Alvastra kloster.

### Familj
Gift 5 juni 1319 med Katarina Bengtsdotter (Bjälboätten), dotter till Bengt Magnusson (Folkungaättens lagmansgren),lagman i Östergötland. Katarina var vid liv ännu 1350-03-12, då hon utfärdade brev med Aspenäs som dateringsort, och bortgav sin gård Rönnäs, troligen belägen i Småland.
Barn:
1. Filip Knutsson (Aspenäsätten)
2. Birger Knutsson (Aspenäsätten)
3. Magnus Knutsson (Aspenäsätten), lagman i Östergötland.
4. Jon Knutsson (Aspenäsätten)
5. Cecilia Knutsdotter (Aspenäsätten)
6. Ingeborg Knutsdotter (Aspenäsätten)